# Rosenmund-Reduktion
Die Rosenmund-Reduktion ist eine Namensreaktion in der Organischen Chemie, die nach dem deutschen Chemiker Karl Wilhelm Rosenmund (1884–1965) benannt ist. Bei dieser Reaktion reagieren Carbonsäurechloride durch katalytische Hydrierung zu entsprechenden Aldehyden.

## Übersicht
Carbonsäurechloride lassen sich mit Wasserstoff in Gegenwart von Palladium zu Aldehyden reduzieren. Das Palladium wird vorher selektiv mit Chinolin und Schwefel vergiftet, um eine weitergehende Reduktion des Aldehyds zu verhindern.

## Mechanismus
Im ersten Reaktionsschritt wird eine palladiumorganische Verbindung gebildet. Durch Hydrierung werden Chlorwasserstoff und Palladium abgespalten. Das Reaktionsprodukt ist ein Aldehyd.
Wenn ständig Wasserstoff durch das Reaktionsgemisch geleitet wird, kann der gebildete Chlorwasserstoff ausgetrieben werden oder durch Zugabe geeigneter Basen (z. B. Amine) gebunden werden. Als Katalysator dient Palladium auf dem Träger Bariumsulfat.

## Nebenreaktionen
Da bei unbehandeltem Palladium eine Reduktion bis zum Alkohol auftreten kann, wird die Aktivität des Katalysators durch Vergiften (z. B. mit Chinolin und Schwefel) herabgesetzt. In einigen Fällen wird das Säurechlorid bis zum entsprechenden Kohlenwasserstoff reduziert.
Weitere Nebenprodukte sind die aus dem Carbonsäurechlorid und den Alkoholen gebildeten Ester.
Außerdem muss die Reaktion unter Ausschluss von Wasser erfolgen werden, da ansonsten das Säurechlorid zur entsprechenden Carbonsäure hydrolysiert würde. Carbonsäuren setzen sich mit Säurechloriden zu Carbonsäureanhydriden um.